# Robby Gordon

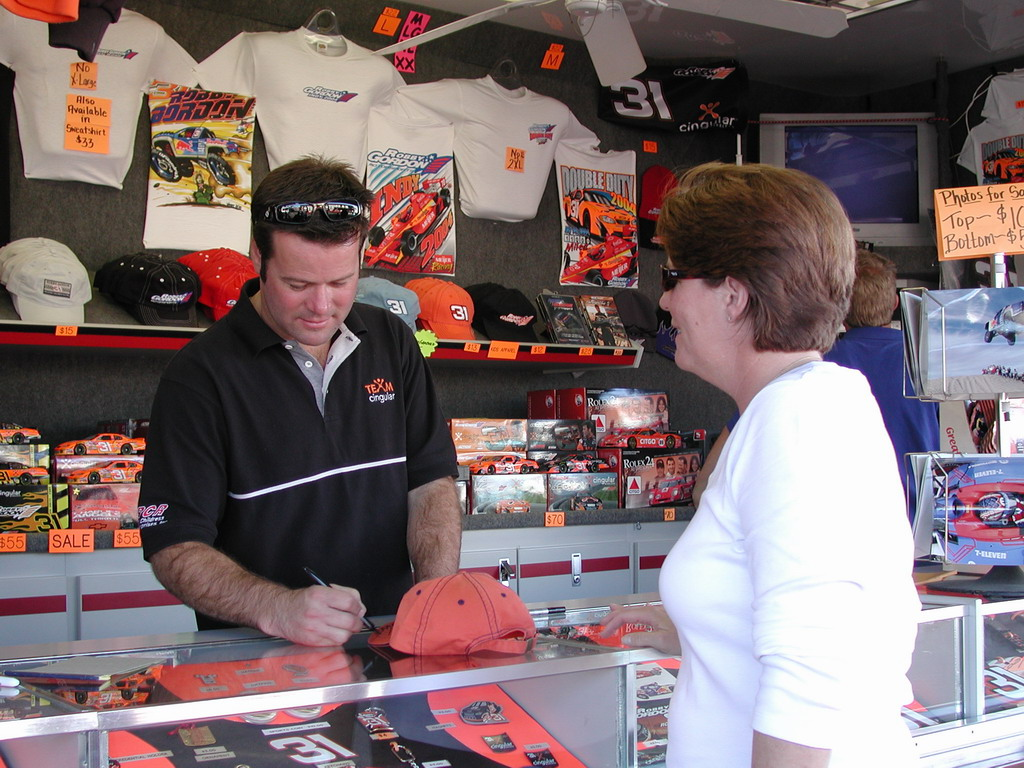
Robby Gordon firmando autógrafos.

Robert Wilbur "Robby" Gordon (Bellflower, California; 2 de enero de 1969) es un piloto estadounidense de automovilismo. Ha participado en diversas categorías y competiciones, incluyendo pruebas de la NASCAR Cup Series, Baja 1000, CART, IndyCar Series, Trans-Am, Campeonato IMSA GT, International Race of Champions y el Rally Dakar.

## Carrera Deportiva

### Off Road
Gordon comenzó su carrera como piloto de off road, siguiendo los pasos de su padre, conocido como "Baja Bob" Gordon. Ganó cinco campeonatos de forma consecutiva en la clase Score International Off-Road entre 1986 y 1990, y un sexto campeonato en 1996. También ganó dos campeonatos en las series Mickey Thompson y tres ediciones de la Baja 1000, en los años 1987, 1989 y 2006. 
Gordon ha continuado participando de forma eventual en carreras de este tipo al tiempo que fomentaba su carrera en CART y NASCAR. En 2006, compitió a tiempo parcial en un equipo en Score. Tomó parte del Rally Dakar de 2005, pilotando un Volkswagen Touareg oficial, y convirtiéndose en la primera persona del continente americano en ganar una etapa en el famoso rally en categoría de coches. Ganó dos etapas y finalizó 12º en la clasificación general final. Ese mismo año también ganó la Baja 500. En 2006 volvió a participar en el Dakar, en esta ocasión pilotando un Hummer H3 con el equipo Team Dakar USA, pero tuvo que abandonar tras la 9.ª novena tras una avería en el radiador. El mismo año, terminó 2º en la Baja 1000 y venció en su categoría.

### IMSA
En 1990, Gordon comenzó a competir en carreras de pista. Ganó carreras tanto en la Trans-Am como en la IMSA, donde obtuvo cuatro victorias consecutivas en su clase en las 24 Horas de Daytona, entre 1990 y 1994, y tres en las 12 Horas de Sebring.

### Champ Car/Indy Car Series
La primera participación de Gordon en la CART/IndyCar Series fue en 1992. Su primera temporada completa y su primera presencia en las 500 Millas de Indianápolis sucedieron en 1993. Ganó dos carreras entre 1994 y 1996 pilotando para Walker Racing. Participó en diez ocasiones en la Indy 500 entre 1993 y 2004 y es, junto a John Andretti y Tony Stewart, uno de los únicos pilotos que ha corrido el mismo día las 500 Millas de Indianápolis y las 600 Millas de Charlotte. En 1999, mientras lideraba la carrera, se quedó sin combustible en la última vuelta, cediendo el liderato al sueco Kenny Bräck y terminando en cuarto lugar, su mejor resultado en esta carrera.

### NASCAR
Su primera participación en la categoría fue en las 500 Millas de Daytona de 1991, pero su primera temporada completa fue en 1997 en el equipo Team Sabco. En los años sucesivos, participó en ocasiones de forma aislada y en ocasiones como piloto oficial, aunque sin demasiados buenos resultados. En 2001 obtuvo su primera victoria, tras cambiar de equipo, en el New Hampshire International Speedway en una carrera en la que en las últimas vueltas sufrió un incidente con Jeff Gordon, quien finalmente terminó descalificado. Ganó otras dos carreras en 2003, en los circuitos Infineon Raceway y Watkins Glen International.
Desde 2004 también ha participado en la Busch Series, llegando a lograr un triunfo ese mismo año en el circuito Richmond International Raceway.

### Rally Dakar
Empezó compitiendo en la edición Rally Dakar de 2005, logrando la posición 12.º. Su mejor posición fue el 3.º lugar en el Rally Dakar de 2009 y ha logrado 8 victorias de etapas.

## Resultado

### Rally Dakar
| Año     | Categoría        | Vehículo         | Posición         | Etapas           |
| ------- | ---------------- | ---------------- | ---------------- | ---------------- |
| 2005    | Coches           | Volkswagen       | 12.º             | 2                |
| 2006    | Coches           | Hummer           | Ret.             | -                |
| 2007    | Coches           | Hummer           | 8.º              | 1                |
| 2008    | Evento cancelado | Evento cancelado | Evento cancelado | Evento cancelado |
| 2009    | Coches           | Hummer           | 3.º              | -                |
| 2010    | Coches           | Hummer           | 8.º              | 1                |
| 2011    | Coches           | Hummer           | Ret.             | -                |
| 2012    | Coches           | Hummer           | DSQ              | 1                |
| 2013    | Coches           | Hummer           | 14.º             | 2                |
| 2014    | Coches           | Hummer           | Ret.             | -                |
| 2015    | Coches           | Hummer           | 19.º             | 1                |
| 2016    | Coches           | Gordini          | 25.º             | -                |
| 2019    | Coches           | Arctic Cat       | 49.º             | -                |
| Fuente: |                  |                  |                  |                  |